# Haven Shepherd
Haven Shepherd (Província de Quang Nam, Vietnam, 2003) és una model i atleta paralímpica.
Va perdre les cames quan els seus pares van fer explotar una bomba suïcida perquè consideraven que mai serien acceptats perquè no estaven casats i el divorci al Vietnam era tabú. La nena, que en aquell moment tenia 20 mesos i el seu nom de naixement era Phuong Twi Do, va ser adoptada per la família de Rob i Shelly Shepherd, que la dur a Cartago, Missouri, als Estats Units. Aquesta família ja tenia sis fills.
Amb quatre anys va començar classes de natació, i després va estudiar en acadèmies de formació especialitzades dels Estats Units. A través de l'entitat Models of Diversity treballa per animar a d'altres persones a tirar projectes endavant malgrat les dificultats. Es va classificar per participar en els jocs paralímpics del 2016 i el 2018 entrenava per classificar-se pels del 2020 i somniava en ser esteticista i conèixer els seus avis biològics i la seva germana del Vietnam. No guardava cap rancor als seus pares, diu que li van donar "la millor vida imaginable". El 2018 fou considerada una de les 100 dones més influents per la BBC.